# Kerivoula africana
Kerivoula africana är en fladdermusart som beskrevs av George Edward Dobson 1878. Kerivoula africana ingår i släktet Kerivoula och familjen läderlappar. IUCN kategoriserar arten globalt som starkt hotad. Inga underarter finns listade i Catalogue of Life.
Denna fladdermus förekommer i östra Tanzania. Den vistas i tropiska skogar nära kusten.